# هارالد فیلیپ
هارالد فیلیپ (انگلیسی: Harald Philipp؛ ۲۴ مارس ۱۹۲۱ – ۵ ژوئیه ۱۹۹۹) بازیگر، کارگردان فیلم و فیلم‌نامه‌نویس اهل آلمان بود.
وی کارگردان فیلم‌هایی همچون مرگ دوبار در می‌زند، شاهزاده نفت و شب‌های عاشقانه در تایگا بوده است.